# Тверской бульвар
Тверской бульвар — бульвар в Центральном административном округе города Москвы, самый старый и самый протяжённый на Бульварном кольце. Проходит от площади Никитских ворот до Пушкинской площади.
Слева к бульвару примыкают Малая Бронная улица, Богословский и Сытинский переулки, справа — Шведский тупик. Нумерация домов ведётся от площади Никитских ворот.

## Происхождение названия
Назван в 1796 году по Тверской улице, к которой примыкает. Первоначально назывался просто Бульвар, так как он был единственным в Москве.

## История
Бульвар был запроектирован ещё в «Прожектированном плане Москвы 1775 года». Несмотря на то, что стена Белого города была снесена на этом участке в 1782 году, бульвар проложили только летом 1796 году. Его устройством руководил архитектор С. Карин. Первоначально на бульваре посадили берёзы, а после того, как они не прижились, — липы. Вскоре бульвар стал местом прогулок и встреч московского дворянства. Проезды бульвара застраиваются дворянскими особняками в стиле классицизма.
Осенью 1812 года во время пожара дома по обеим сторонам бульвара сильно пострадали, а на самом бульваре был устроен лагерь французских солдат, которые вырубили на топливо почти все деревья. Через короткое время бульвар восстановили и построили беседки, мостики и фонтаны.
В 1880 году в конце бульвара установили памятник А. С. Пушкину. В 1880-х годах по бульвару проложили линию конки, в 1911 году заменённую трамваем. В конце XIX века на бульваре появляются доходные дома в стиле эклектики и модерн. На бульваре находился Дом московского градоначальника.
В октябре 1917 году на бульваре происходили бои между вооружёнными отрядами большевиков и юнкерами, в результате которых в начале бульвара сгорел дом. На его месте в 1923 году установили памятник К. А. Тимирязеву. В 1920-х годах на бульваре проводили книжные базары.
В 1946 году по проекту архитектора В. И. Долганова бульвар был перепланирован и благоустроен. Устроены цветники и посажены новые деревья. Установлена чугунная ограда (архитектор Г. И. Луцкий). В 1949 году с бульвара убрали трамвайные пути и пустили троллейбус.
В 1950 году с бульвара на Пушкинскую площадь перенесли памятник Пушкину. В 1976 году по нечётной стороне снесли целый квартал зданий (№ 29—35), на месте которых разбили сквер. В 1995 году на бульваре установили памятник поэту С. А. Есенину.

## Примечательные здания и сооружения

### По нечётной стороне
- № 1 — Шестиэтажный дом с двухэтажным мезонином построен в 1949 году для военнослужащих по проекту архитекторов К. Д. Кисловой и Н. Н. Селиванова. Первые два этажа облицованы рустикой. На первом этажа до 2000-х годов размещался известный магазин «Ткани», теперь расположен ювелирный магазин.
- № 3 —Жилой дом. Здесь жил советский военачальник Д. С. Сухоруков[1]. Ранее на этом месте находился доходный дом, построенный в 1877 году по проекту архитектора П. С. Кампиони.
- № 7/2 — доходный дом «Общества для пособия нуждающимся студентам Императорского Московского Университета» (1882, архитекторы В. П. Загорский, Н. Д. Струков, И. И. Поздеев), объект культурного наследия регионального значения[2]. В доме жил поэт Василий Наседкин, у которого часто бывал Сергей Есенин[3].
- № 9 — Доходный дом И. М. Коровина (1906, архитектор И. Г. Кондратенко), заявленный объект культурного наследия[2]. Здесь жил авиаконструктор Вадим Шавров[4]. В рамках гражданской инициативы «Последний адрес» на доме установлен мемориальный знак с именем статистика Леонида Григорьевича Россин-Мариани[5], расстрелянного сотрудниками НКВД 28 февраля 1938 года[6]. В базе данных правозащитного общества «Мемориал» есть имена одиннадцати жильцов этого дома, расстрелянных в годы террора[7].
- № 11 — дом-музей М. Н. Ермоловой. Актриса жила здесь с 1889 года вплоть до своей кончины в 1928 году. Здесь её навещали В. И. Немирович-Данченко, К. С. Станиславский, Ф. И. Шаляпин, А. П. Ленский, А. И. Южин и другие выдающиеся актёры и театральные деятели. В последние годы Ермолова тяжело болела, её угнетали пасмурные дни. Чтобы их скрасить, в окна комнаты были вставлены розовые стёкла, сохранившиеся до сих пор.[8] В 1901—1917 годах в доме жил близкий знакомый Ермоловой архитектор Г. Н. Иванов. В 1875 году изменение фасада и пристройку флигеля осуществил архитектор К. Н. Чичагов. Здание является объектом культурного наследия федерального значения.[2]
- № 13 , стр. 1 — (с 2012 года) центральный аппарат политической партии «Гражданская платформа». В рамках гражданской инициативы «Последний адрес» на доме установлен мемориальный знак с именем востоковеда Виталия Борисовича Сагалатова[9], расстрелянного сотрудниками НКВД 11 октября 1937 года[10]. В базе данных правозащитного общества «Мемориал» есть имена пяти жильцов этого дома, расстрелянных в годы террора[7].
- № 17, стр. 1, 2, 7 — Доходный дом с хозяйственными постройками (1879, архитектор С. С. Эйбушиц).[2]
- № 17, стр. 4 — Главный дом городской усадьбы Плахово, Осташевских, Л. С. Полякова (кон. XVII в., 1760-е гг., XIX в.).[2] В 2010 году мэрия планировала снести усадьбу. После протестов «Архнадзора» снос был отложен, фасад усадьбы перекрасили, но восстанавливать не стали[11]. Совлделец на 2018 год — ООО «Тех-Маркет» В 2014 году, после обрушения пристройки, градозащитникам удалось добиться консервации оконных проемов. В 2016 году проведены противоаварийные работы. В том же году памятник выставлялся на торги как инвестиционный проект с приспособлением «под хозяйственное использование». В 2018 году выпущен проект «приспособления с элементами реставрации» памятника. Дом внесён в Красную книгу Архнадзора (электронный каталог объектов недвижимого культурного наследия Москвы, находящихся под угрозой), номинация — запустение.[12]
- № 19 — Доходный дом (1870-е, архитектор А. А. Мартынов[13]). В этом доме с конца 1880-х годов жил выдающийся русский хирург Н. В. Склифосовский[8], позднее — советский военачальник, вице-адмирал Г. Н. Холостяков[14].
- № 23/16 — Камерный театр А. Я. Таирова, открыт в 1914 году (с 1950 г. — Московский драматический театр им. А. С. Пушкина).[2] В основе — городская усадьба XVII—XX веков; в 1802 году принадлежала И. Ф. Дмитриеву-Мамонову, затем — П. А. Кологривову, Вырубовым, братьям Паршиным). Перестроена под размещение театра в 1914 году архитектором П. П. Киселёвым. Позднее здание театра вновь реконструировано: в 1931 году по проекту архитектора К. С. Мельникова был выстроен новый зал; в это же время по проекту В. А. и Г. А. Стенбергов был выполнен фасад здания. Место проведения матча за звание чемпиона мира по шахматам 1960 года.

- № 25 — «Дом Герцена», объект культурного наследия федерального значения[2].

В настоящее время здесь находится Литературный институт им. Горького. Усадьба была перестроена в 1882 г. известным архитектором А. С. Каминским.
В этом доме в 1812 году родился писатель и публицист Александр Иванович Герцен (1812—1870), внебрачный сын крупного помещика И. А. Яковлева. Сама усадьба принадлежала А. А. Яковлеву, дяде писателя (первая половина XVIII — начало XIX в.).
Облик усадьбы и земельный участок за металлической оградой с каменными пилонами сохранились. В 1840—1850 гг. дом принадлежал дворянину и дипломату Д. Н. Свербееву, у которого собирались московские писатели на так называемые Свербеевские пятницы. Литературный салон считали центром культурной жизни столицы, сюда приходили П. Чаадаев, А. Герцен, Н. Огарёв, К. Аксаков, Н. Гоголь, Е. Баратынский и многие другие.
В 1920-е годы тут размещался ряд литературных организаций: РАПП (Российская ассоциация пролетарских писателей) и МАПП (Московская ассоциация пролетарских писателей), по образцу которых был создан вымышленный Булгаковым в «Мастере и Маргарите» МАССОЛИТ.
С 1931 года и до своей смерти здесь жил писатель Андрей Платонов В 1920-х годах в доме жил литературовед Д. Д. Благой.
- № 27/1/20 — Усадьба гр. Анны Сергеевны Салтыковой, XVIII—XIX вв — объект культурного наследия федерального значения[18], Дом фигурирует в «Архитектурных альбомах» М. Ф. Казакова. Первый этаж главного дома, выходящего на Большую Бронную улицу, уцелел от XVIII века, а второй отстроен в камне в 1950-е годы, сменив деревянный. Южный флигель на самом углу Бронной и Сытинского переулка заново отделан в начале XX века в модерновом стиле (объединен с главным домом в стр. 1). В центре участка, а также по его периметру стояли еще несколько корпусов XVIII—XIX веков, неоднократно перестроенных[19][20]. Весь комплекс указом президента Ельцина был в 1995 году поставлен на охрану как памятник архитектуры федерального значения[21]. До конца 1990-х годов в усадьбе располагалась Центральная городская библиотека им. Некрасова. В июле 1998-го мэр Москвы Юрий Лужков подписал распоряжение столичного правительства (№ 737-РП) о сносе четырех из семи усадебных строений «в связи с аварийностью основных конструктивных элементов». Корпуса снесли, в том числе и единственный сохранявший облик казаковских времен усадебный флигель по Большой Бронной улице. С тех пор три уцелевших усадебных здания — главный дом, угловой флигель и служебный корпус в середине двора — пустуют[20]. В 2000 году Правительством Москвы было принято постановление о воссоздании, реконструкции и реставрации зданий усадьбы (в 2010 г. внесен ряд изменений), инвестор — ООО "Независимый институт экономических и инвестиционных программ «ВИОНЕТ-ГРУПП» . В конце 2010 года приказом Росохранкультуры памятник зарегистрирован в едином государственном реестре в качестве ОКН федерального значения и утверждён предмет охраны[22]. Департамент культуры города Москвы, в нарушение действующего законодательства об охране памятников федерального значения, в феврале 2016 года принял решение "о выпуске документа, предусматривающего исключение из единого реестра объекта культурного наследия федерального значения «Усадьба („Дом Салтыкова на Бронной“), XVIII—XIX вв.», за исключением сохранившегося главного дома по адресу: Тверской бульвар, д. 27, стр. 1"[23]. Реальна угроза коммерческой застройки территории федерального памятника новыми объемами, со сносом уцелевшего строения 1830—1860-х годов в центре двора (стр. 6). Предполагается и реконструкция главного здания усадьбы, в связи с этим готовится решение о лишении этого строения статуса объекта культурного наследия и об урезании территории памятника[20]. В апреле 2017 года Правительство РФ распорядилось исключить из единого госреестра объектов культурного наследия «Дом Салтыкова на Бронной» в центре Москвы, за исключением «Главного дома» на Тверском бульваре, 27, строение 1[24]. В августе 2017 года приказом Департамента культурного наследия города Москвы утверждено охранное обязательство собственника или иного законного владельца ОКН[25].

### По чётной стороне
- № 2 —4/28 — Административное здание ТАСС (1970—1977, архитекторы В. С. Егерев, А. А. Шейхет, З. Ф. Абрамова, Г. Л. Сирота; инженеры Б. С. Гурвич, Ю. С. Маневич, А. Я. Коганов)[2][26][27].
- № 6 — дом Санкт-Петербургского общества страхования (Коробковой) (1902, архитекторы А. У. Зеленко и А. Ф. Мейснер[28][29]).
- № 8 — доходный дом В. Ф. Гефе (1910, архитектор Н. Г. Лазарев)[29]. В 1925—1941 годах в доме жил биофизик А. Л. Чижевский[30]. Одно из мест действия романа «Чапаев и Пустота».
- № 10 — доходный дом Н. П. Ламановой (1908, арх. Н. Г. Лазарев). С 1937 года — административное здание ТАСС[27][29].
- № 12 — общежитие Народного комиссариата финансов (Достроено в 1920—1927 годах архитектором И. А. Ивановым-Шицем). В доме жил актёр В. Л. Зускин. С 1937 года - административное здание ТАСС[27][31].
- № 12 стр. 1 — правление Нижегородско-Самарского земельного банка — административное здание ТАСС (1889, архитектор К. М. Быковский; 1909, архитектор И. И. Рерберг; 1929; 1938, архитекторы Н. Вишневский, В. Воробьев), ценный градоформирующий объект[2][27].
- № 14, стр. 1 — Административное здание (1997—1998, архитектор Д. М. Деев)[2].
- № 14, стр. 5 — флигель городской усадьбы (1810, 1886, архитектор В. И. Мясников)[2].
- № 16, стр. 5 — дом жилой (1990-е, архитектор М. М. Посохин)[2].
- № 18, стр. 1 — усадьба О. И. Гарчиковой — Особняк П. П. Смирнова (1834 — главный дом с флигелями; 1871 — присоединение флигелей к дому; 1901 — перестройка, изменение фасада, архитектор Ф. О. Шехтель, при участии А. А. Галецкого[29][32]). В 2009 году в доме открылся ресторан «Маруся», в результате чего часть исторических интерьеров выдающегося зодчего была утеряна.[33] В настоящее время здесь расположился Дом приемов и торжеств «Империя».[34].
- № 18, стр. 2 (во дворе) — хозяйственная постройка в усадьбе П. П. Смирнова (1876, архитектор А. Е. Вебер; 1912—1914 — перестройка под размещение синематографа (кинотеатра), инженер Н. Д. Поликарпов[29]; 1941; 1990-е), ценный градоформирующий объект[2].
- № 20 — дом жилой (2000)[2].
- № 20, стр. 4 — дом жилой РЖСК работников просвещения «Первый шаг» (1928—1931, инженер Н. С. Жуков; 1941), ценный градоформирующий объект[2].
- № 22 — новое здание МХАТ (1972—1973, архитекторы В. С. Кубасов, А. В. Моргулис, В. С. Уляшов, инженеры А. П. Цикунов, Ю. С. Маневич[35], инженер-акустик А. Качерович, авторы светильников — скульпторы А. В. Васнецов, Ю. Тургенев[29]). Ранее здесь находился дом Кологривовых, приобретённый в 1819 году для московского обер-полицмейстера, затем (в середине XIX века) перешедший в собственность полиции (позже — градоначальника). В этом доме во время приёма был убит московский градоначальник П. П. Шувалов[36].
- № 24 — жилой дом (нач. XIX в., архитектор О. Бове), заявленный объект культурного наследия[2].
- № 26 — на этом месте находилась северная часть городской усадьбы одного из фаворитов императрицы Екатерины II И. Н. Римского-Корсакова, постройки середины XVIII века[29]. Усадебный комплекс, занимавший целый квартал, состоял из шести двухэтажных особняков в стиле классицизма. Усадьба, имевшая статус памятника архитектуры федерального значения[37], была снесена в 2004 году согласно проекту архитектора Павла Андреева для строительства ресторана «Турандот», принадлежащего ресторатору А. Деллосу. Ресторан был открыт в январе 2006 года; от усадебного комплекса остались лишь фасады[38][39].
- № 26а — Кафе Пушкинъ.
- № 28/17 — жилой дом (1939—1941, архитектор А. Г. Мордвинов), ценный градоформирующий объект[2][29].

## Романовка
Романовка — дом на углу Малой Бронной и Тверского бульвара под номером 2/7. В середине XVIII века земля на этом участке — за стеной Белого города, в Бронной слободе, принадлежала полковнику Василию Владимировичу Грушецкому, участнику присоединения Крыма к России, деятелю екатерининской эпохи, позднее ставшему генерал-поручиком и сенатором. От Грушецкого он перешел в 1771 году к Голицыным, один из которых строит в 1770-х годах большой дом с двумя боковыми, выходившими к стене Белого города флигелями. Автором проекта был известный русский зодчий Матвей Казаков. Около ста лет казаковский ансамбль сохранялся без изменений, хотя его и пришлось восстанавливать после пожара 1812 года. В 1880-х годах трехэтажные флигели были соединены между собой и надстроены, образовав вытянувшееся вдоль Тверского бульвара четырёхэтажное здание, получившее по имени владельца название Романовка.
В Романовке размещались дешевые меблированные комнаты, в которых селились ученики консерватории и Московского училища живописи, ваяния и зодчества.
В годы своей консерваторской учёбы здесь жил замечательный композитор-симфонист В. С. Калинников, названный критиками «Кольцовым русской музыки». Приезжая в столицу уже известным музыкантом, Калинников предпочитал останавливаться только в Романовке. Здесь он играет в 1895 году навестившему его С. И. Танееву свою приобретшую мировую известность Первую симфонию.
В конце 1890-х годов в Романовке открылся музыкальный салон. У поселившегося в её номерах известного музыкального деятеля С. Н. Кругликова собирается вся труппа Русской Частной оперы С. И. Мамонтова. Часто бывают Римский-Корсаков, Константин Коровин и Михаил Врубель с женой, знаменитой певицей Надеждой Забелой-Врубель, которую Римский-Корсаков считал непревзойденной исполнительницей своих произведений. Любит петь у Кругликова и сам Фёдор Шаляпин. В непринужденной обстановке здесь проходили первые репетиции опер для мамонтовского театра.
В те же годы к основному зданию, протянувшемуся по бульвару, пристраивается по Малой Бронной так называемая Романовская зала — для концертов и театральных представлений, которую сегодня занимает Театр на Малой Бронной. Именно здесь зарождался Художественный театр. До появления своего собственного здания в Камергерском переулке труппа театра использовала Романовскую залу для репетиций. Ещё спустя несколько лет в номерах Романовки впервые прочёл свои стихи Владимир Маяковский (тогда ещё ученик Московского училища живописи). Встречались здесь Велимир Хлебников, Давид Бурлюк, Алексей Кручёных..

## Скульптурные памятники
- Памятник К. А. Тимирязеву (1923, скульптор С. Д. Меркуров, архитектор Д. П. Осипов). Во время бомбардировки Москвы в 1941 году скульптура была сброшена с пьедестала, о чём напоминают сколы на левой стороны основания монумента; позднее памятник был восстановлен[41]
- А. И. Герцену (1959, скульптор М. И. Мильбергер, архитектор К. А. Сапегин), установлен в сквере перед домом № 22[42]
- С. А. Есенину (1995, скульптор А. А. Бичуков, архитектор А. В. Климочкин)

## Пушкинский дуб
На Тверском бульваре возле земляного вала Белого города растёт «Пушкинский дуб». Возраст дерева более 200 лет. Является перспективным памятником природы регионального значения.

## Транспорт
В конце бульвара находятся станции метро Тверская, Пушкинская и Чеховская. По бульвару следуют автобусы м5, с344, с511.